# Özgür Aktaş
Özgür Aktaş (Cuijk, 27 januari 1997) is een Nederlands-Turks voetballer die als verdediger speelt.

## Clubcarrière
Aktaş begon bij JVC Cuijk en kwam in 2012 in de jeugdopleiding van Vitesse. In 2015 maakte hij de overstap naar de jeugdopleiding van N.E.C.. In maart 2017 werd Aktaş samen met Lars Kramer door trainer Peter Hyballa vanwege blessures bij de selectie van het eerste team gehaald. Hij zat op 5 april 2017 eenmalig op de bank bij de uitwedstrijd in de Eredivisie tegen FC Groningen. In het seizoen 2017/18 speelde Aktaş weer voor Jong N.E.C. in de beloftencompetitie.
In 2018 keerde hij terug bij Vitesse waar hij aansloot bij Jong Vitesse dat uitkwam in de Tweede divisie. Aktaş speelde 28 wedstrijden waarin hij 4 doelpunten maakte. Aan het einde van het seizoen 2018/19 werd hij bij de selectie van het eerste team gehaald en zat tijdens de play-offs tweemaal op de bank. Het seizoen 2019/20 begon Aktaş weer bij Jong Vitesse dat nu in de beloftencompetitie uitkwam. Begin september ging een overgang naar FC Den Bosch niet door en later die maand werd Aktaş samen met Patrick Vroegh door hoofdtrainer Leonid Sloetski bij het eerste team gehaald. Aktaş maakte onder interim-trainer Joseph Oosting op 17 december 2019 zijn debuut voor Vitesse in de thuiswedstrijd om de KNVB Beker tegen ODIN '59 waarin hij na 85 minuten Danilho Doekhi verving. Medio 2020 liep zijn contract af.
In augustus 2020 werd hij voor een seizoen door Fortuna Sittard gecontracteerd dat hem direct verhuurde aan FC Dordrecht. Medio 2021 ging hij naar Telstar.
In juli 2023 liep zijn contract bij Telstar af en ging Aktaş naar MVV Maastricht, waar hij voor twee seizoen tekende. Bij MVV werd hij aanvoerder. In februari 2025 werd hij verkocht aan het Turkse MKE Ankaragücü, uitkomend in de TFF 1. Lig.